# Martín Sastre

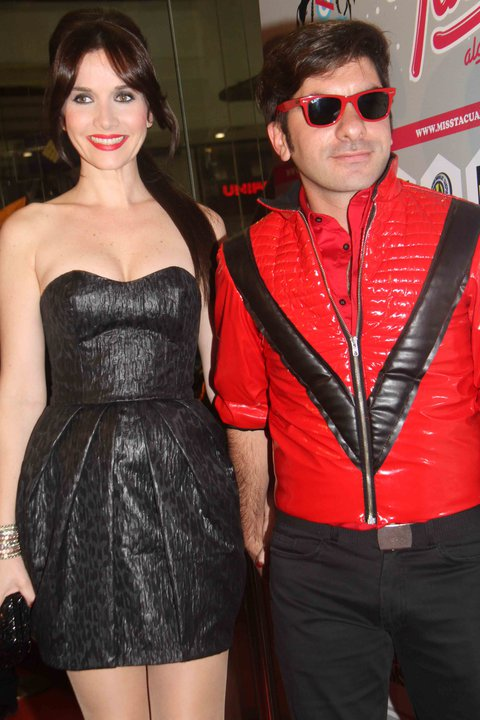
Martín Sastre (a destra) e Natalia Oreiro durante la première di Miss Tacuarembó a Montevideo 2010

Martín Sastre (Montevideo, 13 febbraio 1976) è un regista e artista uruguaiano vincitore del Premio ALMA alla migliore sceneggiatura e la Biznaga d'argento al miglior film al Festival di Malaga 2011.

## Biografia
Martín Sastre è nato nell'Ospedale Britannico di Montevideo, città dove è cresciuto e ha cominciato a studiare cinema all'età di 8 anni.

## Percorso artistico
Nel 2002 fu premiato con la borsa di studio della Fundación Carolina per risiedere a Madrid dove realizzò la Trilogia Iberoamericana, una trilogia di video formata da Videoart: The Iberoamerican Legend, Montevideo: The Dark Side of the Pop y Bolivia 3: Confederation Next.
Nel 2003 crea The Martin Sastre Foundation for the Super Poor Art sotto lo slogan Adotta un artista latinoamericano, permettendo così l'esistenza di mecenati disposti e favorire l'entrata al circuito internazionale dell'arte a giovani artisti latinoamericani attraverso donazioni via internet.
Nel 2004 fu premiato con il Premio per Giovani Artisti concesso dalla Comunidad de Madrid dentro de Fiera d'Arte Contemporaneo ARCO e il suo video Bolivia 3: Confederation Next, dove lotta contro l'artista statunitense Matthew Barney, viene selezionato per rappresentare Uruguay nella Biennale di San Paolo.
Nel 2005, Sastre presenta alla Biennale di Venezia l'opera Diana: The Rose Conspiracy, un cortometraggio dove l'artista immagina di aver scoperto che la Principessa Diana morta a Parigi nel 2007, in realtà vive nascosta in un quartiere della periferia di Montevideo. Nello stesso anno, la Fondazione Martín Sastre concede una borsa di studio a tre artisti tedeschi della Bauhaus di Weimar per vivere a Montevideo attraverso il programma Essere un Artista Latinoamericano.
Nel 2008, gli viene conferito il Premio Fundación Faena e realizza il video Cosa pretende lei da me? (¿Qué pretende Usted de mi?) un messaggio di tutta Argentina diretto al Fondo Monetario Internazionale che vede come protagonista l'attrice e sex simbol latinoamericana, Isabel Sarli. Nello stesso anno comincia la produzione del suo primo lungometraggio, Miss Tacuarembó. Il film vede la presenza dell'attrice e cantante Natalia Oreiro come protagonista.

### U from Uruguay
U From Uruguay, conosciuto anche come Il profumo di Pepe, è un'opera concettuale di un profumo artigianale realizzato dall'artista con essenze estratte dai fiori coltivati dal Presidente d'Uruguay José Mujica. Il 90% del ricavato della vendita all'asta del profumo è stato destinato alla creazione del primo Fondo Nazionale d'Arte Contemporanea a favore degli artisti latinoamericani.
La fragranza fu realizzata pochi mesi più tardi che l'artista raccogliesse assieme a Mujica e sua moglie, la senatrice Lucía Topolansky, crisantemi ed erbe silvestri autoctone dell'Uruguay nella fattoria Rincón de Cerro, luogo dove risiedono il presidente e la consorte.
Della fragranza U From Uruguay esistono unicamente tre flaconi in tutto il mondo, il primo appartiene al presidente Mujica mentre il secondo si trova in mano del suo creatore. L'unico esemplare in vendita fu battuto all'asta il 31 maggio 2013 durante l'inaugurazione del padiglione dell'IILA (Istituto Italo-Latino Americano) durante la 55ª Biennale di Venezia.
U From Uruguay è stato acquistato per 50.000 dollari dell'imprenditore argentino Alan Faena grazie all'intervenzione dell'artista argentina Marta Minujín come ambasciatrice.
La offerta finale di Minujín ha trasformato il flacone da 33 millilitri di U from Uruguay si convertisse nel profumo più caro del mondo, superando così la fragranza Imperial Majesty creata nel 1872 a richiesta della Regina Vittoria d’Inghilterra del valore di 1400 dollari il millilitro, fabbricata attualmente da Clive Christian.
U From Uruguay è l'inizio di un progetto intorno alla figura del Presidente Mujica e il suo sdoppiamento come icona globale di un mondo che osserva il futuro con incertezza.

## Cinema
Nel marzo del 2010, Sastre comincia a girare il suo primo film intitolato Miss Tacuarembó; la pellicola arrivò in Spagna nel maggio 2011, mentre non fu mai proiettata in Italia.
Il cast di Miss Tacuarembó include Natalia Oreiro, Mike Amigorena, Mirella Pascual, Rossy de Palma, Diego Reinhold e Sofía Silvera e Mateo Capo nel ruolo di Natalia e Carlos da bambini.

### Trama
Natalia, una bambina che cresce durante gli anni ottanta, influenzata dalla telenovela Cristal e dal film Flashdance, nella lontana e piccola cittadina di Tacuarembó (Uruguay), scopre che essere incoronata Miss Tacuarembó è l'unica possibilità di lasciarsi alle spalle il suo noioso popolo natale per emigrare a una grande città e convertirsi in una stella. Però, la vita che condurrà da adulta la vedrà diventare una cantante in un parco d'attrazione a tema religioso a Buenos Aires (Cristo Park), molto lontano dai suoi sogni di infanzia.

## Filmografia
- Miss Tacuarembó, 2010
- Ángel, 2013

## Videografia
- 2000 The E! True Hollywood Story, Heidiboy Channel
- 2001 Masturbated Virgin I, Masturbated Virgin II, Sor Kitty: The Missonary Nun
- 2002 Videoart: The Iberoamerican Legend, The Iberoamerican Videoart Awards
- 2003 The Martin Sastre Foundation, Nadia walks with me
- 2004 Montevideo: The Dark Side of the Pop, La Mano en el Fuego, Bolivia 3: Confederation Next
- 2005 Diana: The Rose Conspiracy
- 2006 Freaky Birthday: When Robbie became Martin
- 2007 Lala meets Barney, Fiebre Forever
- 2008 Kim x Liz, Madonna meets Sor Kitty (Latins do it better)
- 2009 ¿Qué pretende Usted de mí? Mensaje de la Argentina al Fondo Monetario Internacional

## Mostre individuali
- Aura, Gallerie Filles du Calvaire, Parigi, Francia 2006
- Hola Australia!, Art Space, Sydney, Australia, 2005
- The Iberoamerican Trilogy RMIT, Royal Melbourne Institute of Technology Melbourne, Australia, 2005
- Fantastic Leme Gallery São Paulo, Brasile, 2005
- Martin Sastre American As Well , Stills Gallery, Edimburgo, Regno Unito, 2005
- The Iberoamerican Trilogy , Art In general New York, Stati Uniti, 2005
- The Iberoamerican Trilogy , MAC Museo de Arte Contemporáneo de Santiago y Metro Quinta Normal, Santiago del Cile, Cile, 2005
- Martin Sastre American As Well , Site Gallery, Sheffield, Regno Unito, 2004
- Planet Sastre/ Buenos Aires Galería Ruth Benzacar, Buenos Aires, Argentina, 2003
- Planet Sastre, Casa de América Madrid, Spagna, 2002

2010:Miss Tacuarembo

## Mostre collettive
- 12 Contemporary Experimental Images, Shanghai DUOLUN Museum of Modern Art, Shanghai, Cina, 2006
- En las Fronteras, Museo d'Arte Contemporánea, Genova, Italia, 2006
- 11 BIM Bienal de l'Image en Mouvement, Centre pour l'image contemporaine, Sain Gervais, Ginevra, Svizzera, 2005
- The Hours, Irish Museum of Modern Art, Dublino, Irlanda, 2005
- Emergencias, MUSAC, Museo de Arte Contemporáneo de Castilla y León, León, Spagna, 2005
- XXVI Bienal Internacional de Sao Paulo, 'Representación Nacional de Uruguay São Paulo, Brasile, 2004
- Playlist, Palais de Tokyo Parigi, Francia, 2004
- Video X, Momenta Art, New York, Stati Uniti, 2004
- Superyo, MALBA Museo de Arte Latinoamericano de Buenos Aires, Buenos Aires, Argentina, 2004
- VIII Bienal de la Habana, L'Avana, Cuba, 2003
- I Bienal Internacional de Praga, Praga, Repubblica Ceca, 2003
- You think I'm Superficial, Palm Beach Institute of Contemporary Art, Miami, Stati Uniti, 2002
- El Final del Eclipse, Fundación Telefónica, Madrid, Spagna, 2001
- III Bienal del MERCOSUR Porto Alegre, Brasile, 2001
- Big Quisiera ser grande, Momenta Art, New York, Stati Uniti, 2000